# Địa y

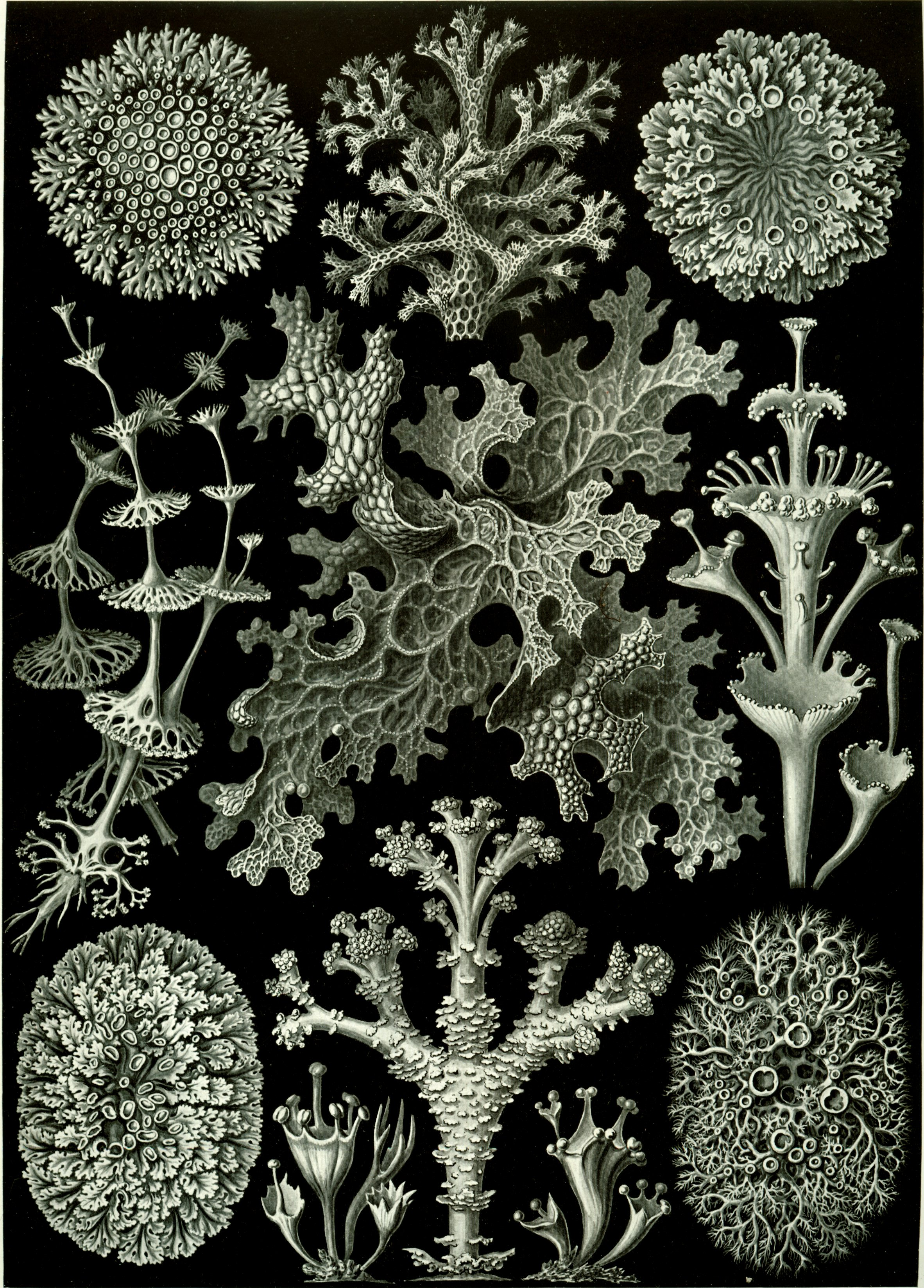
Hình dáng một số loài địa y

Nếu để ý nhìn trên thân các cây gỗ ta thấy có những mảng vảy màu xanh xám bám chặt vào vỏ cây. Đó có thể chính là địa y.

Địa y là một dạng kết hợp giữa nấm (mycobiont) và một loại sinh vật có thể quang hợp (photobiont hay phycobiont) trong một mối quan hệ cộng sinh. Photobiont có thể là tảo lục (thường là Trebouxia) hay khuẩn lam (thường là Nostoc). Hình thái học, sinh lý học và hóa sinh học của địa y rất khác biệt với nấm và tảo riêng biệt. Địa y tồn tại ở một số môi trường khắc nghiệt nhất thế giới đài nguyên bắc cực, sa mạc, bờ đá. Chúng rất phong phú trên các lá và cành cây tại rừng mưa và rừng gỗ, trên đá, cả trên tường gạch và đất. Nóc của nhiều tòa nhà thường có địa y mọc và phát triển.
Địa y rất phổ biến và có thể sống lâu; tuy nhiên, nhiều loại địa y dễ bị tổn thương khi thay đổi thời tiết đột ngột, chúng có thể được các nhà khoa học dùng để đo mức độ ô nhiễm không khí, hay hủy hoại tầng ôzôn. Là thức ăn chủ yếu của loài hươu Bắc cực.
Địa y có thể dùng chế tạo rượu, nước hoa, phẩm nhuộm cũng như trong y học. Ước tính rằng 6% bề mặt phần đất liền của Trái Đất được phủ địa y. Tại Scotland, phẩm nhuộm từ địa y được gọi là crottle.

## Hình ảnh

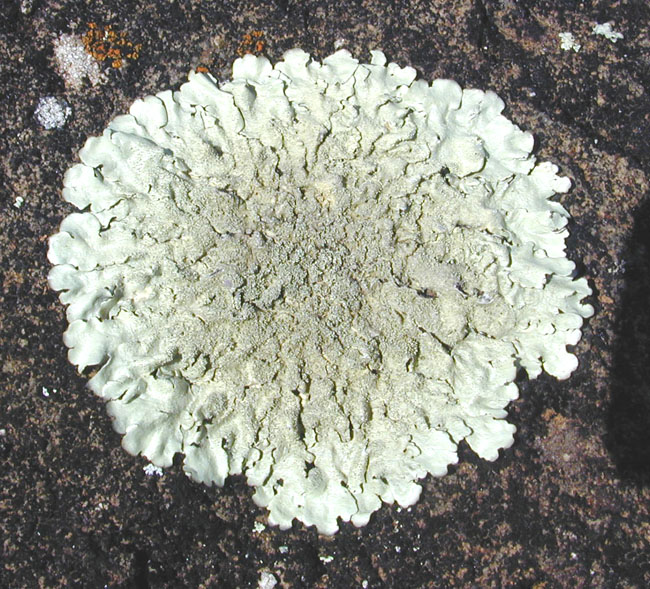
Xanthoparmelia cf. lavicola, trên đất bazan.
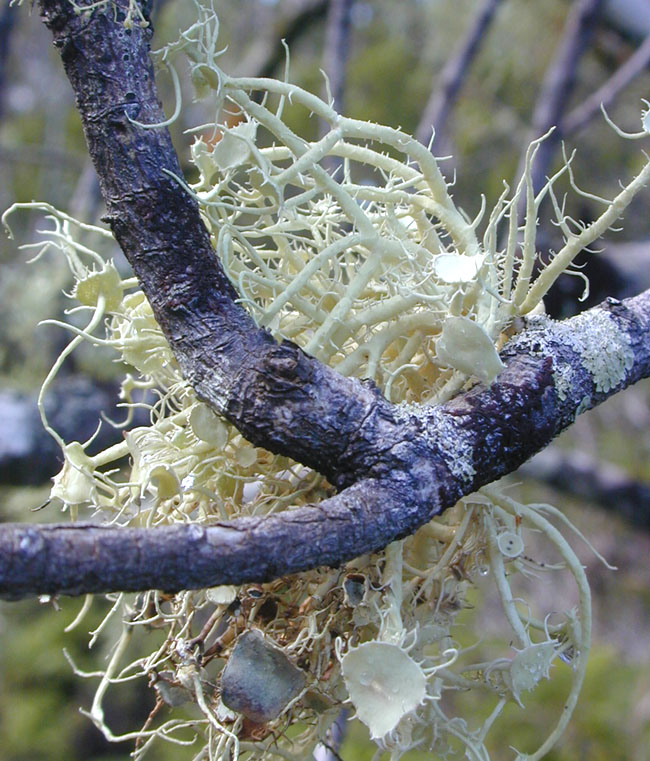
Usnea australis mọc trên cành cây
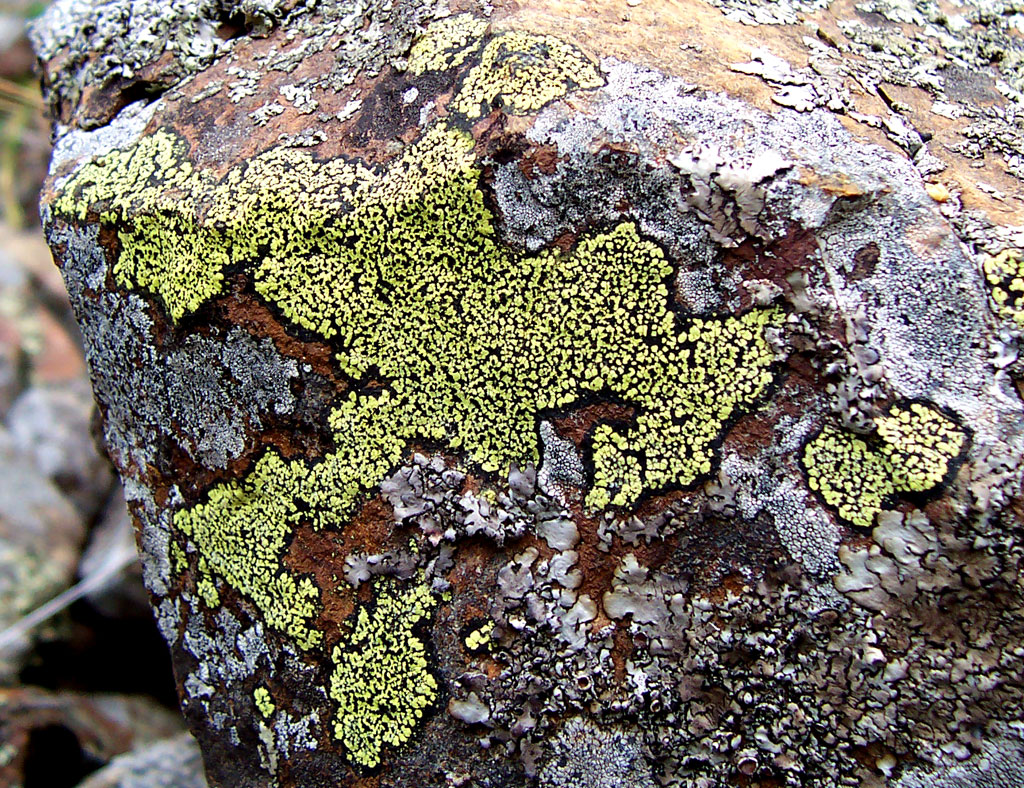
Rhizocarpon geographicum trên một tảng đá
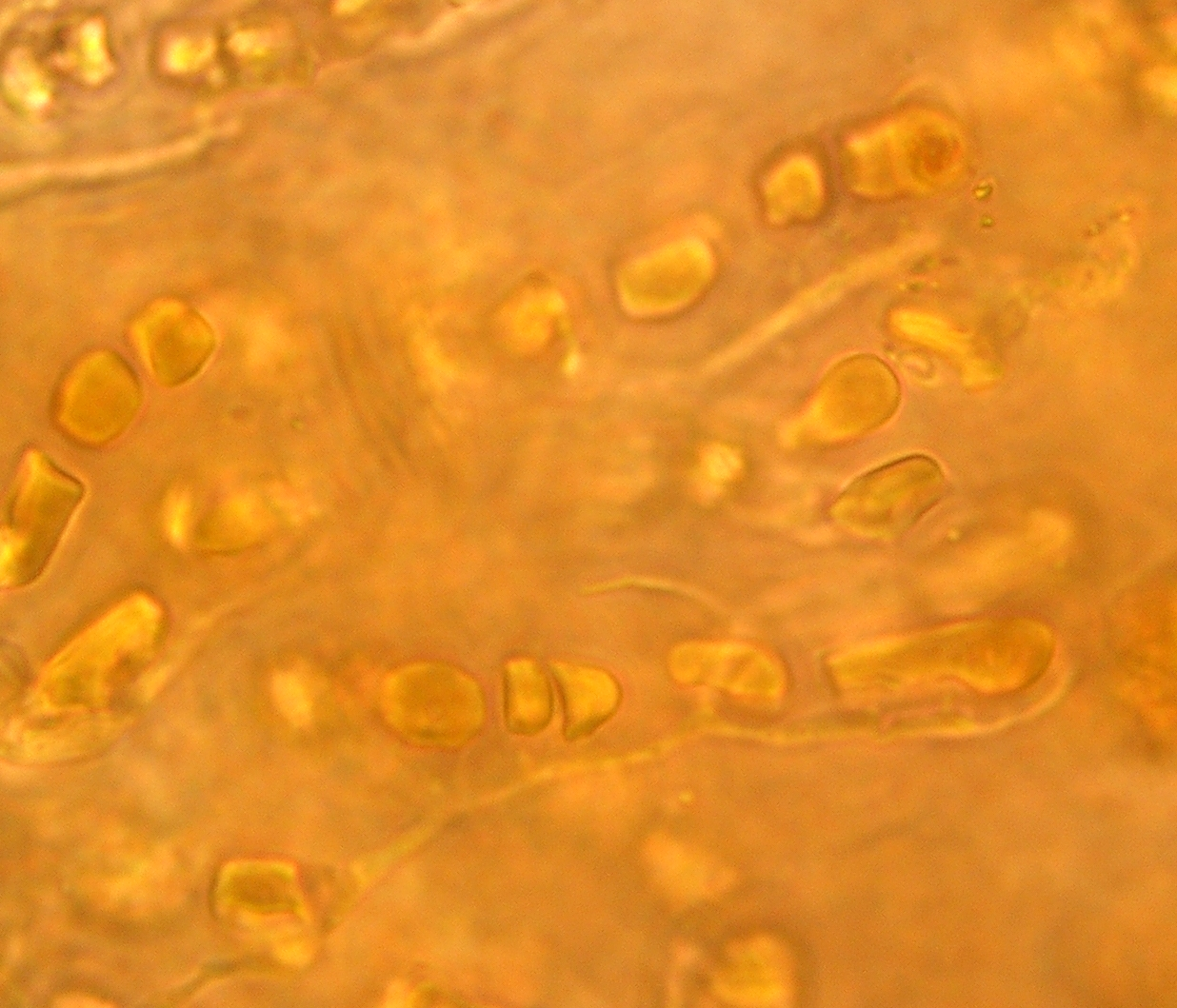
Khuẩn lam Hyella caespitosa với sợi nấm trên địa y Pyrenocollema halodytes
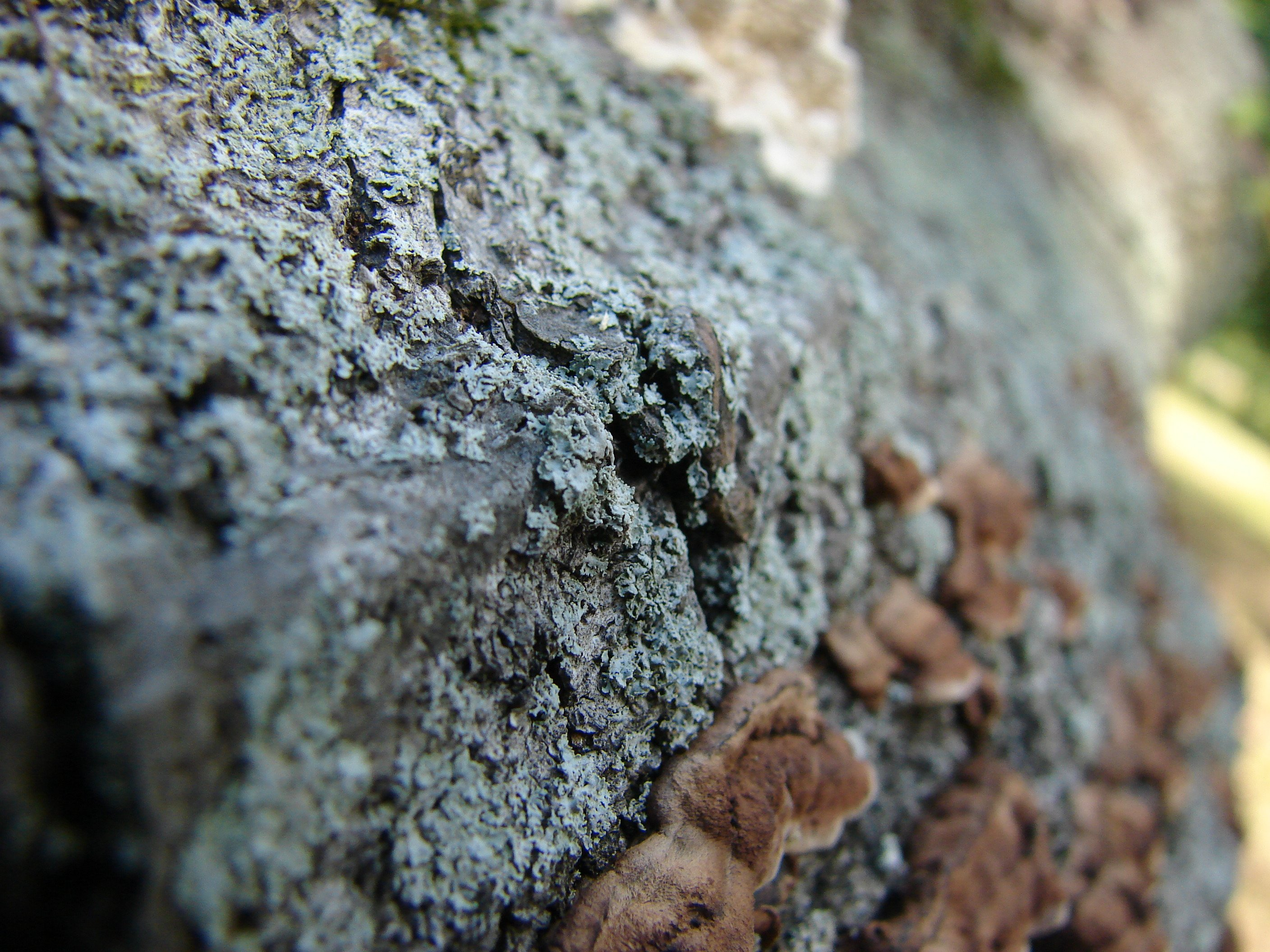
Physcia millegrana với một loại nấm (bên phải phía dưới).
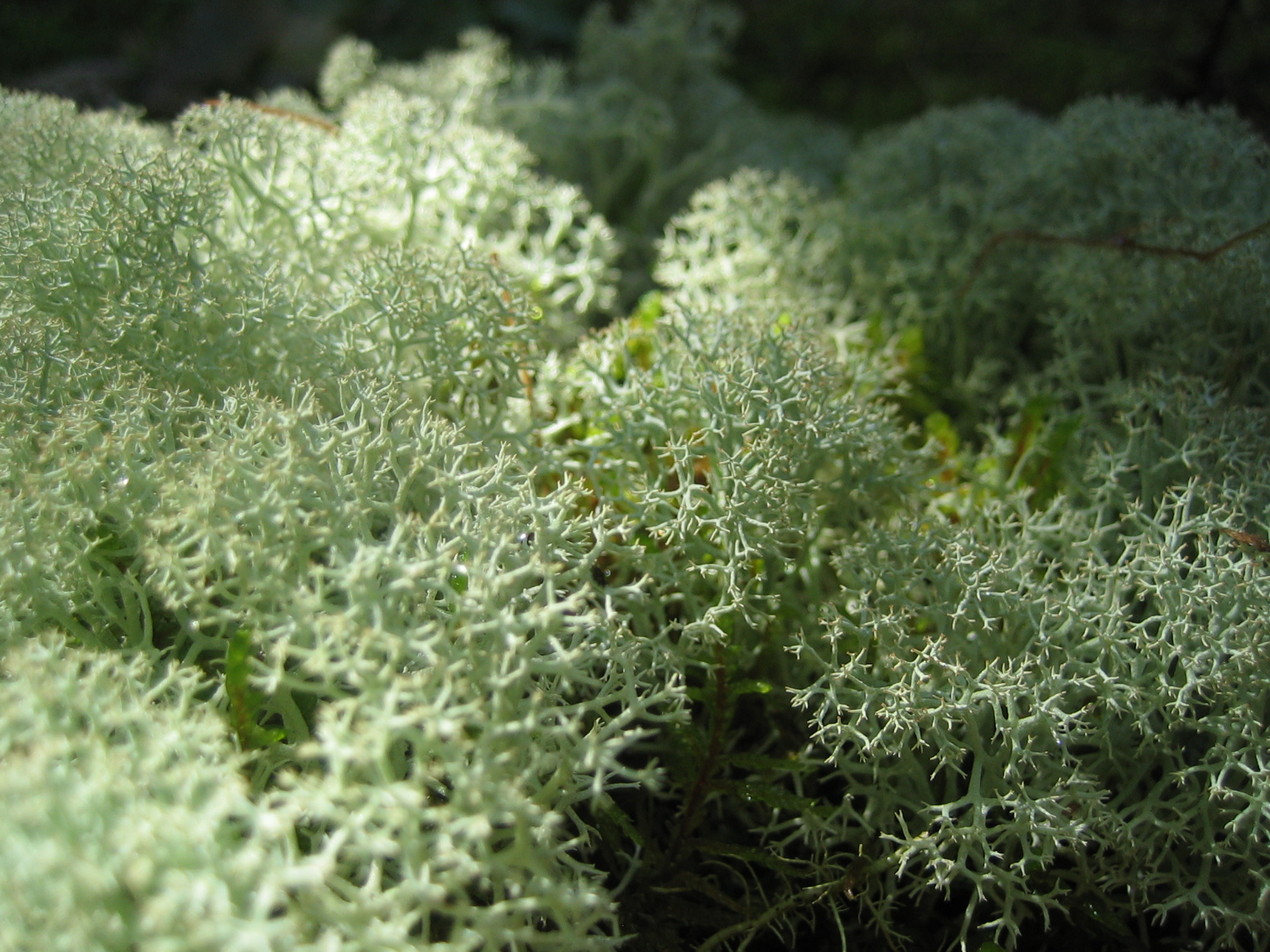
Cladonia rangiferina
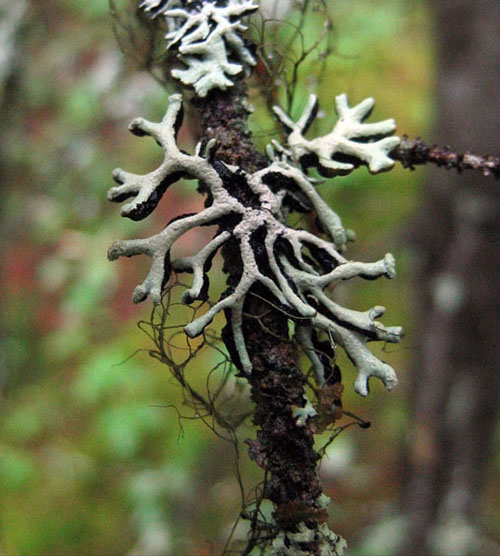
Hypogymnia cf. tubulosa với Bryoria sp. và Tuckermannopsis sp. ở miền núi Canada
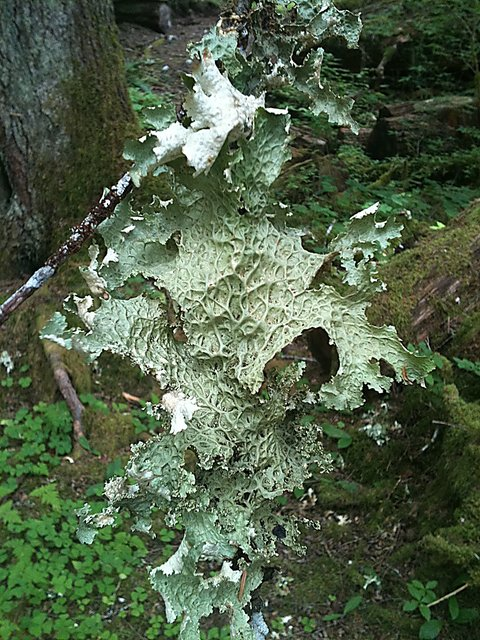
Lobaria oregana, tại rừng mưa Hoh, bang Washington
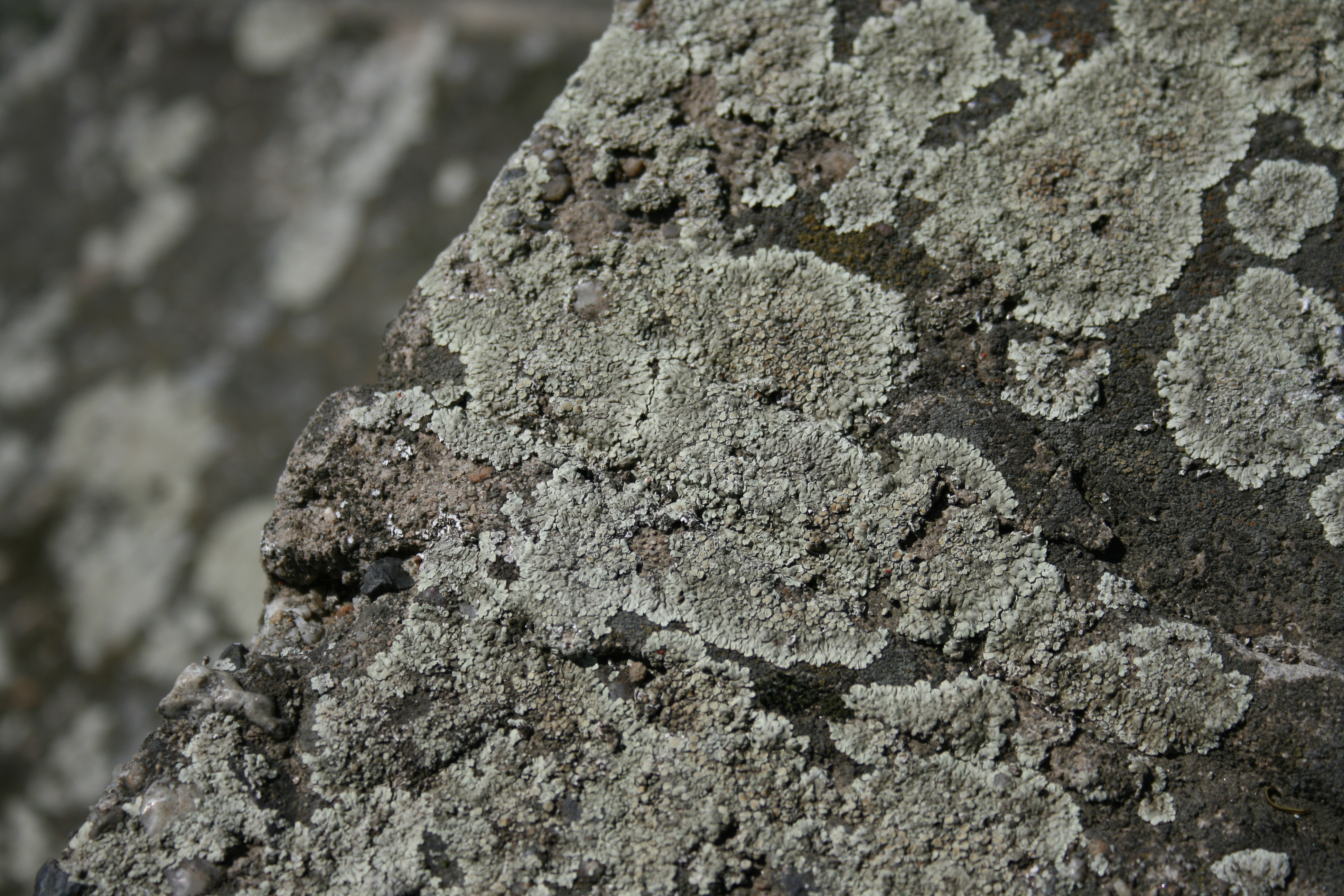
Lecanora cf. muralis trên một bờ kênh Bega tại Timișoara
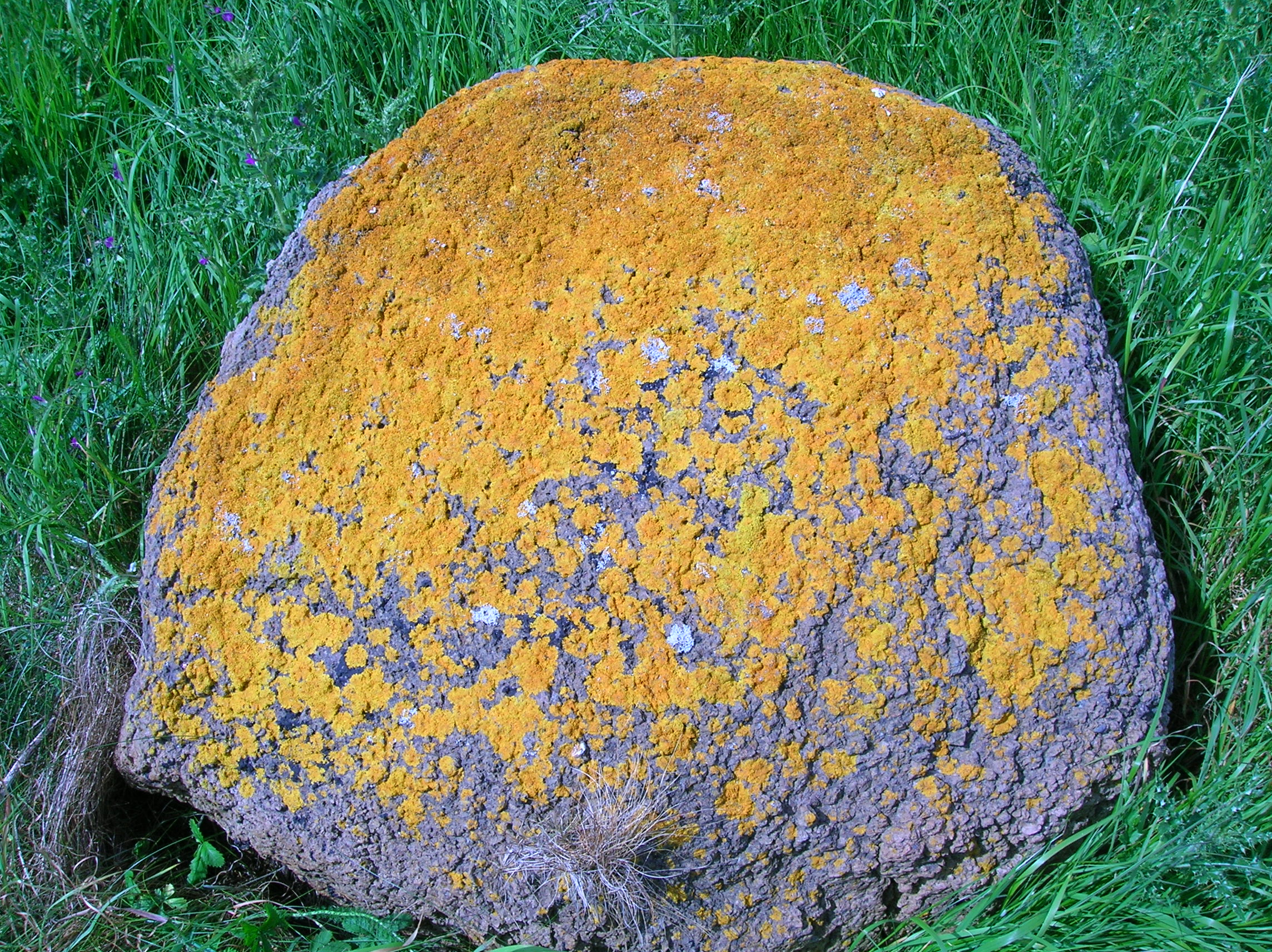
Caloplaca marina